# Stygnicranella pizai
Genre
Espèce
Stygnicranella pizai, unique représentant du genre Stygnicranella, est une espèce d'opilions laniatores de la famille des Manaosbiidae.

## Distribution
Cette espèce est endémique du district capitale de Caracas au Venezuela. Elle se rencontre vers El Junquito.

## Description
Le juvénile holotype mesure 3,8 mm.

## Étymologie
Cette espèce est nommée en l'honneur de Salvador de Toledo Piza.

## Publication originale
- Caporiacco, 1951 : « Studi sugli Aracnidi del Venezuela raccolti dalla Sezione di Biologia (Universitá Centrale del Venezuela). I Parte: Scorpiones, Opiliones, Solifuga y Chernetes. » Acta Biologica Venezuelica, vol. 1, p. 1–46.